# Anelaphus daedaleus
Anelaphus daedaleus är en skalbaggsart som först beskrevs av Bates 1874.  Anelaphus daedaleus ingår i släktet Anelaphus och familjen långhorningar.
Artens utbredningsområde är:
- Costa Rica.
- Honduras.
- Nicaragua.

Inga underarter finns listade i Catalogue of Life.